# Olbramovice (Boemia centrale)
Olbramovice è un comune della Repubblica Ceca facente parte del distretto di Benešov, in Boemia Centrale.